# Litarcturus americanus
Litarcturus americanus är en kräftdjursart som först beskrevs av Frank Evers Beddard 1886.  Litarcturus americanus ingår i släktet Litarcturus och familjen Antarcturidae. Inga underarter finns listade i Catalogue of Life.